# 韦凯尔斯维莱 (摩泽尔省)
48°50′27″N 7°10′41″E / 48.8407539°N 7.178182°E
韦凯尔斯维莱（法語：Veckersviller）是法国摩泽尔省的一个市镇，属于萨尔堡区（Sarrebourg）费内特朗格县（Fénétrange）。该市镇总面积4.79平方公里，2009年时的人口为281人。

## 人口
韦凯尔斯维莱人口变化图示